# 桂坂ニュータウン
桂坂ニュータウン（かつらざかニュータウン）、あるいは西京桂坂は、京都府京都市西京区の西部地域、西山丘陵の南及び南東向きの緩やかな斜面に、西洋環境開発（2000年解散）がかつて開発したニュータウンである。洛西ニュータウンの北方に位置する。

## 概要
1984年（昭和59年）から、2011年（平成23年）の約27年に渡って段階的に開発。
開発経過に伴って順に完成された15自治会から成る住宅地区と、生活関連施設が集まるセンター地区、教育・研究・福祉施設等の公共施設の地区から構成されている。
開発整備の当初計画において、「自然と人工が融合する豊かさの創出」が開発理念として位置づけられ、傾斜地形をいかした緑豊かなゆとりある住宅地域となった。
住宅地区の殆どが一戸建住宅である。当初から一人協定による建築協定が用意され、地区住民による活発な協定運営がなされてきたこと、さらに合意協定への更新が高い合意率で着実に行われていることは、全国的にも高く評価されている。また、全域に地区計画がかかっており、地区整備計画もほとんどの地区で決定されるに至っており、開発計画の理念に沿った環境と景観を持続する努力が続けられてきた。
その後、一部にマンションが建設された。

西洋環境開発は、宮城県七ヶ浜町の「汐見台ニュータウン」で試みたボンエルフをこのニュータウンにも使用しているがハンプ (道路)の高さは汐見台よりかなり低くなっている。

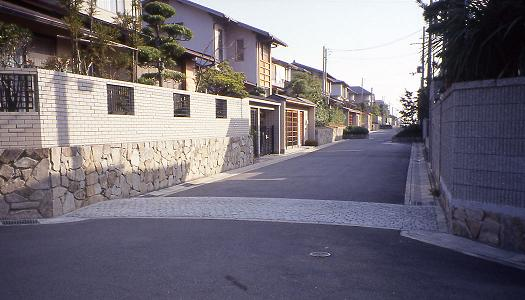
桂坂ニュータウンのハンプとフォルト

中央部にはロータリー交差点が設置されており、海外の高級住宅街のような雰囲気を醸成している。道路の下には下狩川が流れ、ロータリーの半分が橋という珍しいロータリー交差点となっている。ラウンドアバウト（環状交差点）未指定。
東西に渡る桂坂南本通沿いには、約2kmに渡り、約400本のモミジバフウが植樹され、秋には地域外からの撮影者が多い。しかし、近辺に駐車場を有する公園やコインパーキングがないため、路上駐車の多発、車道での危険な撮影等が問題視されている。
街の幹線道路である桂坂南本通（東西）と桂坂中央通（南北）、また石畳通は電線が地中化されている。
現在は、株式会社ユニホー（株式会社西洋ハウジングを吸収合併）が西洋環境開発の残りの事業を受け継いでいる。

## 開発の経過
- 1960年代半ば、洛西ニュータウンの隣接地として民間業者により買収。京都市に洛西ニュータウンと一体的開発が持ちかけられるが、別箇の開発となり、株式会社西部化学（のちの西洋環境開発）に買収斡旋。

- 1968年、基本計画策定。アトリエ・アルパック（現在の地域計画建築研究所）がマスタープラン計画を担当。標高160mまでの開発とする。

- 1969年、近郊緑地保全区域が決定。

- 1971年、市街化区域が決定。
- 1973年、用途地域が決定。
- 1979年、京都市との開発協議が基本的合意に達する。
- 1979〜80年、基本計画の見直し（地域計画建築研究所委託）「洛西グリーンハイツ修正基本計画書」が完成。
- 1983年、開発許可認可。
- 1984年、造成工事着工。古墳の森の計画が開始。
- 1985年、第1次分譲開始。桂坂野鳥園の計画が開始。
- 1986年、まち開き。第1次入居開始。
- 1987年、古墳の森復元・整備完了。西洋環境開発主催の夏祭りが開催。
- 1988年、かえで自治会、しらかば自治会設立。かえで自治区主催夏祭りが開催。初のクリーン大作戦が実施。
- 1989年、桂坂小学校・大枝中学校開校。さつき自治会設立。桂坂学区自治連合会が発足。
- 1990年、第1回桂坂統一ふれあいクリーンデー実施。桂坂社会福祉協議会・桂坂体育振興会・桂坂少年補導委員会発足。
- 1991年、桂坂野鳥公園開園。第1回行政懇談会、第1回学区体育祭が開催。
- 1992年、山の手倶楽部・桂坂交通安全推進会発足。
- 1993年、東地区まち開き。「第1回カザラッカコンサート」、「第1回趣味の作品展」が開催。
- 1994年、ふれあいの里保養研修センター開設。自治会館建設要望書を西洋環境開発・住宅整備公団に提出。桂坂自主防災会・地域女性会・桂坂防犯推進委員協議会発足。野鳥園ゾーンが「第3回京都市都市景観賞」受賞[3]。
- 1995年、第1回自主防災訓練。
- 1996年、保育所・児童館の設置要望書を京都市に提出。
- 1997年、イズミヤ建設説明会開催。
- 1998年、大枝交番・自治連合会館・消防分団器具庫が完成。桂坂消防分団発足。
- 1999年、桂坂保育所・児童館開設。桂坂学区創立10周年記念事業。
- 2000年、桂坂野鳥園が社会福祉協議会に移管され「桂坂野鳥遊園」に改称。桂坂京大キャンパス問題連絡協議会設立。桂坂教育後援会発足。
- 2001年、西洋環境開発特別清算。桂坂野鳥遊園を育てる推進会発足。
- 2002年、桂坂野鳥遊園友の会発足。第1回ホタル鑑賞会が実施。
- 2003年、京大桂キャンパス開校。桂坂花の輪の会発足。
- 2004年、イズミヤ桂坂店オープン。
- 2006年、東桂坂保育園開園。桂坂緑水会発足。
- 2007年、桂坂築建築協定協議会発足。桂坂マンション建設問題（センター地区問題）が発生。センター地区に関する請願を京都市会に提出。
- 2008年、桂坂学区創立20周年記念事業。桂坂ほっとラインの会発足。
- 2009年、「桂坂夢まちプロジェクト（国交省「住まい・まちづくり担い手事業」）」が発足。桂坂子育て応援サロン発足。
- 2011年、桂坂古墳の森保存会発足。
- 2013年、「地域景観づくり計画書[2]」認定。

## 立地・歴史
桂坂一帯は、緩やかな南向き斜面で、背後は唐櫃越の尾根道に向かって迫り上がっており、住宅地としては理想的な地形であった。
京都盆地を囲む西山の丘陵地の一画にあり、北から西には山々が近くに迫り、更に旧山陰道を挟んで南へと続いていく西山の連なりが眺められる。北側の稜線上には、明智光秀が織田信長を急襲するために進軍したとも言われる唐櫃越の古道が通り、丹波方面と京都盆地を繋ぐ途上にこの地域が存在する。

「大枝山古墳群」と呼ばれる23基の円墳が集まった古墳時代後期（6世紀後半から7世紀前半）の群衆墳が残る。学術調査等から、かつてこの地域では秦氏（土師氏とする説もある）が勢力を持っていたことが推測されている。1980年、83年、87年の発掘調査実施後、14基（うち13基が現地保存、1基が移築保存）がニュータウン中心部に古墳公園（桂坂古墳の森）として整備・保管された。その後長い閉鎖状態を経て、2000年に京都市指定史跡に指定。2010年、地元企業有志によって繁茂していた樹木が整理されたことを契機に、翌2011年「桂坂古墳の森保存会」結成。同年、開発業者から古墳群のある3.7haの土地が京都市へ無償譲渡され、現在は市と保存会による共同管理の下、春と秋には特別公開が行われている。

鎌倉時代、桂坂の東北側に接する山の一帯には、有力な中世寺院であった法華山寺が創設され、「峯ヶ堂」等と呼称されていた。ちょうどこの山の稜線を唐櫃越が通るが、峯ヶ堂の位置も丹波と京の都を結ぶ交通の要所と見られる。その後、度重なる争乱の影響を受けて寺院は衰退し、16世紀前半に廃寺となる。跡地には、峯ヶ堂城が築かれた。現在は、桂坂を通る東海自然歩道の沿道にあたる場所である。構成区域の１つである御陵峰ヶ堂町の由来となっている。
これらの古代から中世の歴史的遺構は、山陰道の街道沿いに発達した沓掛等の集落の背後の丘陵地の中にあり、その後近世から現代まで山林内の環境の中に伝えられていた。山陰道沿いの一帯は、柿や筍等の特産品で知られる農村地域であり、現在も美しい柿畑や竹林等が見られる。その集落背後丘陵地に開発されることになった桂坂は、開発計画の度重なる計画を通じて、自然環境・歴史的環境との調和に積極的に取り組むよう、計画されることとなった。

### 旧跡
- 大枝山古墳群 （京都市指定史跡）
- 峰ヶ堂城跡
- 大枝山 （御陵大枝山）
- 桓武天皇御母御陵 （桓武天皇の母・高野新笠大枝陵、大枝沓掛町）
- 淳和天皇御母御陵 （淳和天皇の母・藤原旅子陵、大枝中山町）

## 区域
御陵大枝山町、御陵峰ヶ堂町、大枝北沓掛町の3町から構成。
- 御陵大枝山町1丁目-同6丁目 - 旧・葛野郡松尾村域
- 御陵峰ケ堂町1丁目-同3丁目 - 同上
- 大枝北沓掛町1丁目-同7丁目 - 旧・乙訓郡大枝村域

「桂坂」地区は、古代からある「桂」地区（旧・葛野郡桂村）とは、重なっていない。

## 交通

### 鉄道
洛西ニュータウンと同じく、徒歩圏に最寄駅は存在しない。バス路線が下記の域外にある鉄道駅と本ニュータウンの間を結んでいる。
- 桂駅 （川島北裏町、域外）
- 洛西口駅 （川島六ノ坪町、域外） - 2003年（平成15年）開業
- 桂川駅 （南区久世高田町、域外） - 2008年（平成20年）開業
- 向日町駅 （向日市寺戸町久々相、域外）

なお京都市営地下鉄東西線の延伸部が当ニュータウン内を経由し洛西ニュータウンへ至る計画があるが、実現の見通しは立っていない。

### バス
域内に停留所「桂坂中央」があり、本ニュータウンを行き来するバスのほぼ全てのバスがここを起終点とする。
京都市営バスは自社所有のバスターミナル兼操車場(名称:京都市交通局桂坂操車場)を利用。
京阪京都交通は京都市交通局桂坂操車場を京都市営バスと共同利用。
ヤサカバスは自社所有のバスターミナル兼車庫(名称:ヤサカバス桂坂車庫)を利用。
京都市営交通局桂坂操車場とヤサカバス桂坂車庫はほぼ同位置にある。

#### 路線
- 京阪京都交通 - 19・20・20B・21・21A・22B・快速24・快速24B・26・26B・27・29系統

| 系統番号 | 行先                     | 経由地                                                                         | 補足                                                                 |
| -------- | ------------------------ | ------------------------------------------------------------------------------ | -------------------------------------------------------------------- |
| 19       | 洛西バスターミナル       | 峰ヶ堂町3丁目・西桂坂・新林中通経由                                            | 土曜日(お盆・年末年始を除く)に1便のみ                                |
| 19       | 桂坂中央                 | 新林中通・西桂坂・峰ヶ堂町3丁目経由                                            | 土曜日(お盆・年末年始を除く)に1便のみ                                |
| 20       | 桂駅西口                 | 京大桂キャンパス前・三ノ宮街道経由                                             | 西桂坂方面未経由                                                     |
| 20       | 桂坂中央                 | 三ノ宮街道・京大桂キャンパス前経由                                             | 西桂坂方面未経由                                                     |
| 20B      | 桂駅西口                 | 西桂坂・京大桂キャンパス前・三ノ宮街道経由                                     |                                                                      |
| 20B      | 桂坂中央                 | 三ノ宮街道・京大桂キャンパス前・西桂坂経由                                     |                                                                      |
| 21       | 京都駅前                 | 西桂坂・京大桂キャンパス前・五条通経由                                         |                                                                      |
| 21       | 桂坂中央                 | 五条通・京大桂キャンパス前・西桂坂経由                                         |                                                                      |
| 21A      | 京都駅前                 | 西桂坂・京大桂キャンパス前・五条通経由                                         | 京都成章高校発                                                       |
| 21A      | 京都成章高校             | 五条通・京大桂キャンパス前・西桂坂経由                                         | 京都駅前発                                                           |
| 22B      | JR桂川駅前               | 西桂坂・京大桂キャンパス前・三ノ宮街道・物集女経由                             | 土曜日(お盆・年末年始を除く)に1便のみ                                |
| 快速24   | 桂駅東口                 | 西桂坂・桂坂口・中山経由                                                       | 土休日(お盆・年末年始を含む)運行なし・中山～桂駅東口駅間ノンストップ |
| 快速24B  | JR桂川駅前               | 西桂坂・桂坂口・中山・桂駅東口経由                                             | 土休日(お盆・年末年始を含む)運行なし・中山～桂駅東口駅間ノンストップ |
| 26       | 京都駅前                 | 西桂坂・桂坂口・三ノ宮街道・桂駅東口・七条通り経由                             |                                                                      |
| 26       | 桂坂中央                 | 七条通り・桂駅東口・三ノ宮街道・桂坂口・西桂坂経由                             |                                                                      |
| 26B      | 京都駅前                 | 桂イノベーションパーク前発・西桂坂・桂坂口・三ノ宮街道・桂駅東口・七条通り経由 |                                                                      |
| 26B      | 桂イノベーションパーク前 | 七条通り・桂駅東口・三ノ宮街道・桂坂口・西桂坂・花の舞公園前経由               |                                                                      |
| 27       | 桂坂中央                 | 五条通・国道三ノ宮・国道沓掛口・国道西口・西桂坂経由                           |                                                                      |
| 29       | JR桂川駅前               | 西桂坂・桂坂口・中山・桂駅東口経由                                             | 土休日(お盆・年末年始を含む)運行なし                                 |
| 29       | 桂坂中央                 | 五条通・国道三ノ宮・国道沓掛口・国道西口・西桂坂経由                           | 土休日(お盆・年末年始を含む)運行なし                                 |

- 京都市営バス - 西5・特西5・西6

| 系統番号 | 行先               | 経由地                                     | 補足                                      |
| -------- | ------------------ | ------------------------------------------ | ----------------------------------------- |
| 西5      | 桂駅西口           | 西桂坂・境谷大橋・三ノ宮街道経由           | 平日9時（土休日は10時）から15時は運行なし |
| 特西5    | 桂駅西口           | 峰ヶ堂町三丁目・花の舞公園前経由           | 11時から17時のみ運行・西6系統との連続運行 |
| 特西5    | 洛西バスターミナル | 桂坂口・国道沓掛口・新林センター前経由     | 9時から15時のみ運行                       |
| 西6      | 桂駅西口           | 西桂坂・京大桂キャンパス前・三ノ宮街道経由 | 11時から17時は運行なし                    |

- ヤサカバス - 1・1A・1S・6・6S号系統

| 系統番号 | 行先          | 経由地                                                               | 補足                |
| -------- | ------------- | -------------------------------------------------------------------- | ------------------- |
| 1        | JR桂川駅前    | 大枝山町東・西桂坂・境谷大橋・物集女・阪急洛西口駅前経由             |                     |
| 1        | 桂坂中央      | 阪急洛西口駅前・物集女・境谷大橋・西桂坂・大枝山町東経由             | JR向日町駅発もあり  |
| 1        | 峰ヶ堂町3丁目 | 阪急洛西口駅前・物集女・境谷大橋・西桂坂・大枝山町東経由             | 峰ヶ堂町3丁目止まり |
| 1A       | JR向日町駅    | 大枝山町東・西桂坂・境谷大橋・物集女・阪急洛西口駅前・JR桂川駅前経由 |                     |
| 1S       | JR桂川駅前    | 西桂坂・境谷大橋・物集女・阪急洛西口駅前経由                         | 峰ヶ堂町未経由      |
| 1S       | 桂坂中央      | 阪急洛西口駅前・物集女・境谷大橋・西桂坂経由                         | 峰ヶ堂町未経由      |
| 6        | JR桂川駅前    | 西桂坂・京大桂キャンパス前・物集女・阪急洛西口駅前経由               |                     |
| 6        | 桂坂中央      | 阪急洛西口駅前・物集女・京大桂キャンパス前・西桂坂経由               |                     |
| 6S       | JR桂川駅前    | 京大桂キャンパス前・物集女・阪急洛西口駅前経由                       | 西桂坂方面未経由    |
| 6S       | 桂坂中央      | 阪急洛西口駅前・物集女・京大桂キャンパス前経由                       | 西桂坂方面未経由    |

#### 停留所
- 桂坂中央 (御陵大枝山町5丁目)[6]
- 桂坂小学校前(御陵大枝山町5丁目)
- 星の坂⑤番(御陵大枝山町1丁目)[注釈 1]
- 大枝山町西(御陵大枝山町6丁目)
- 星の坂④番(大枝北沓掛町1丁目)[注釈 1]
- ふれあいの里(大枝北沓掛町1丁目)
- 星の坂③番(大枝北沓掛町3丁目)[注釈 1]
- 西桂坂(大枝北沓掛町4丁目)
- 星の坂⑥番(大枝北沓掛町4丁目)[注釈 1]
- 天蓋公園前(大枝北沓掛町4丁目)
- 星の坂②番(大枝北沓掛町5丁目)[注釈 1]
- 桂坂センター前(御陵大枝山町5丁目)
- 北沓掛町六丁目(大枝北沓掛町6丁目)[注釈 2]
- 花の舞公園前(御陵大枝山町4丁目)
- 大枝山町東(御陵峰ケ堂町1丁目)
- 峰ヶ堂町三丁目(御陵峰ヶ堂町3丁目)
- 東桂坂(御陵峰ケ堂町2丁目)
- 峰ヶ堂町一丁目(御陵峰ヶ堂町1丁目)

### 幹線道路
- 国道9号 - ニュータウン南側
- 国道478号 - ニュータウン南側
- 京都縦貫自動車道・京都丹波道路 - ニュータウン南西側
  - 沓掛インターチェンジ （丹波IC方面のみのハーフインターチェンジ）- ニュータウン南西側
  - 大原野インターチェンジ （大山崎JCT方面のみのハーフインターチェンジ）- ニュータウン南西側
- 京都府道142号沓掛西大路五条線 - ニュータウン南側

## 公共施設

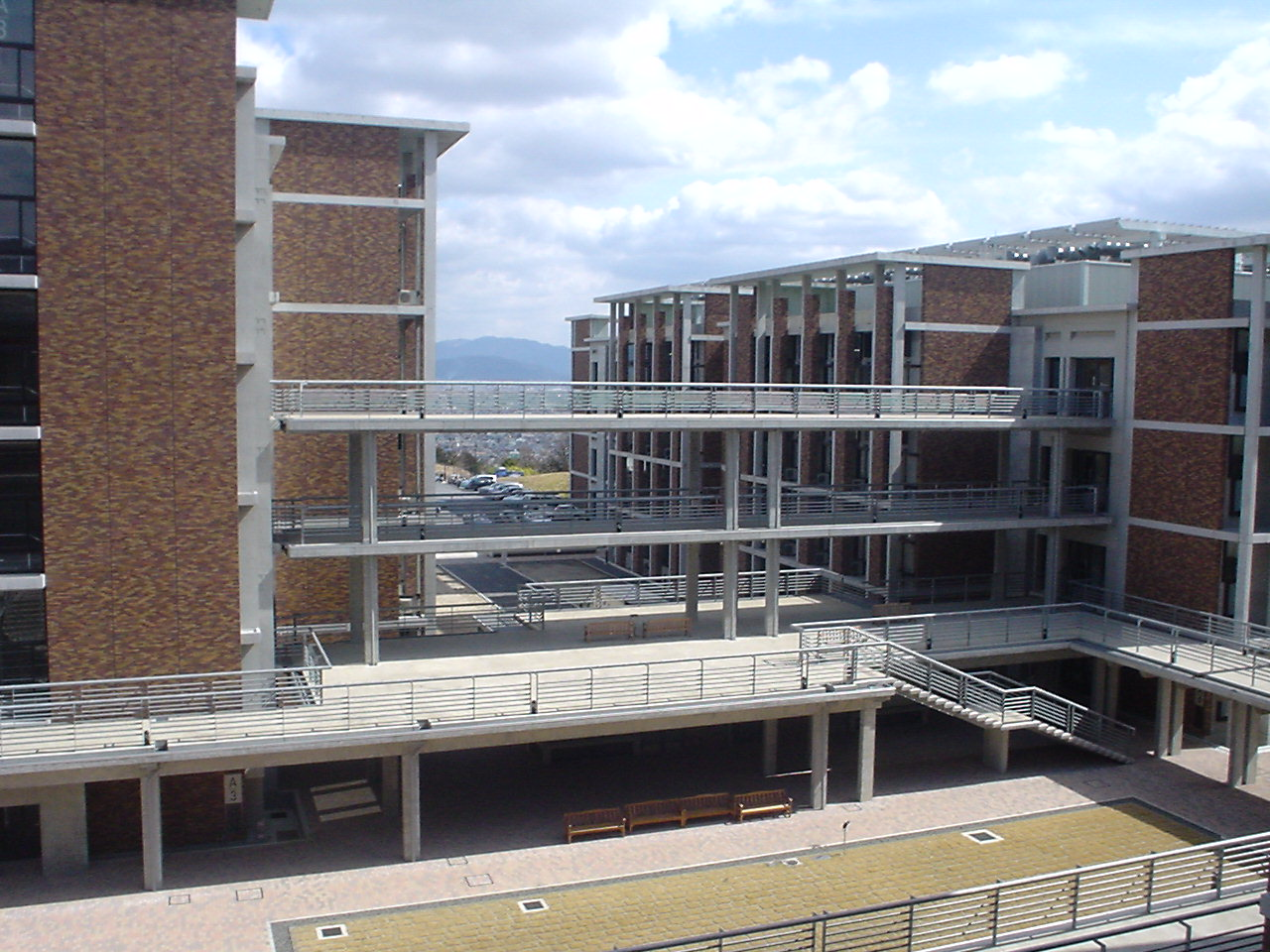
隣接する京都大学桂キャンパス（京都府京都市西京区京都大学桂）。

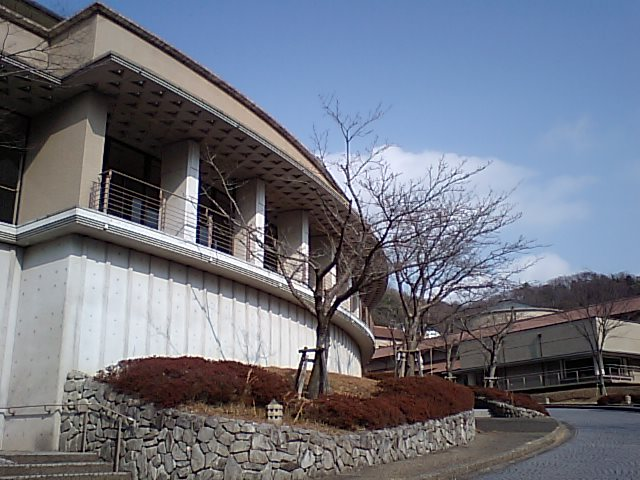
隣接する国際日本文化研究センター（京都府京都市西京区御陵大枝山町3-2）

### 教育施設

#### 小学校
- 京都市立桂坂小学校

#### 中学校
- 京都市立大枝中学校

#### 大学・大学院
- 京都大学桂キャンパス（大学院工学研究科等を設置）
- 国際日本文化研究センター （総合研究大学院大学文化科学研究科国際日本研究専攻を設置）

#### 特別支援学校
- 京都市立西総合支援学校

### 福祉厚生施設

#### 児童
- 京都市桂坂保育所・京都市桂坂児童館 - 合築
- 洛和東桂坂保育園

#### 老人
- 洛西福祉会老人ホーム沓掛寮

#### ほか
- ふれあい会館
- 洛西ふれあいの里授産園
- 洛西ふれあいの里療護園

### 浄水場
- 乙訓浄水場

### 図書館
- 国際日本文化研究センター図書館

### 公園
- 桂坂公園
- 古墳公園
- 桂坂野鳥遊園
- ふれあいの里（ふれあい広場）

その他、10を超える児童公園が整備されている。

## 商業施設
スーパー
- デイリーカナートイズミヤ桂坂店
  - 100円ショップSeria イズミヤ桂坂店
  - 倶楽部HAIR’S 桂坂店
  - クリーニングぴいぷる デイリーカナートイズミヤ桂坂店
  - せんぷく花えん 桂坂店
  - 京都銀行ATM デイリーカナートイズミヤ桂坂店
  - 京都信用金庫ATM
  - 京都中央信用金庫ATM

銀行
- 京都中央信用金庫 桂坂支店

郵便局
- 日本郵便株式会社 京都桂坂郵便局

コンビニ
- ファミリーマート 西京桂坂店

ドラッグストア
- ドラッグユタカ 桂坂店

医療機関
- 石田医院
- 緒方医院
- たかぎ小児科
- 宮尾歯科医院
- 梅津歯科医院
- 洛西鍼灸整骨院
- 菅原総合整体
- GINZA ECRIN（ギンザエクラン）京都桂坂美容鍼灸リラクゼーションサロン
- 桂坂どうぶつ病院
- ちょう桂坂中央クリニック

レストラン
- 十兵衛(うどん屋)
- Matsunami（フランス料理店）
- 赤おに（国際日本文化研究センター内）

学習塾
- ECCジュニア御陵峰ヶ堂町北教室
- ECCジュニア東桂坂教室
- 公文式東桂坂教室
- curiosこども絵画造形クラス桂坂教室
- リジョイス桂坂教室KTR
- 寺小屋NGU

ほか
- イマジュリン
- ヤマペット山田

- 株式会社ハウスポート
- 株式会社ユニホー京都桂坂営業所